# Ailbe Grace

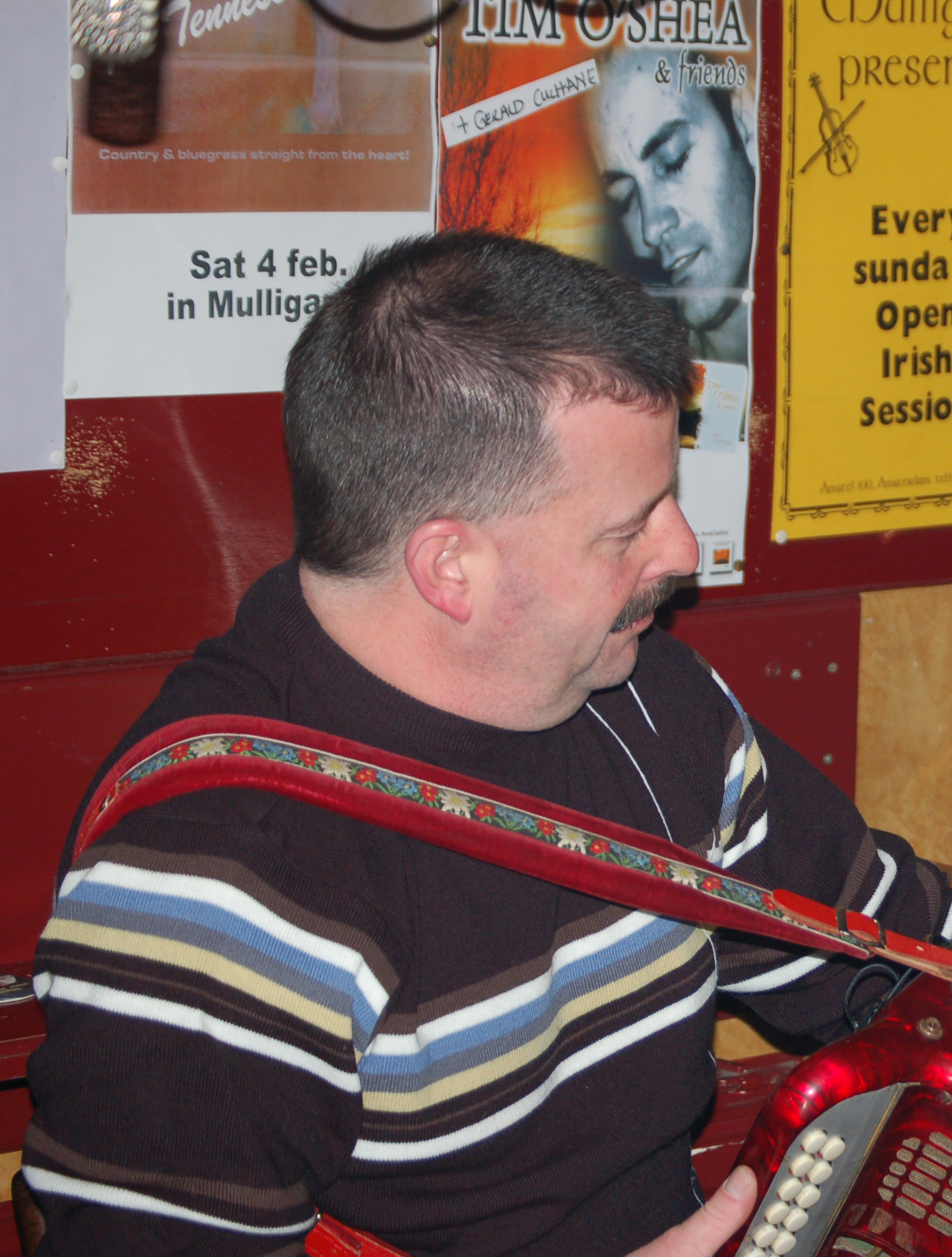
Ailbe Gace tijdens een sessie in Amsterdam

Ailbe Grace is een Ierse traditionele button-accordeon (trekzak) speler. Hij is afkomstig uit County Tipperary, Ierland maar woont in Engeland. Meestal treedt hij solo op in verschillende landen van Europa. Hij speelt ook bas en tin-whistle. Op zijn album spelen de volgende gasten: Kevin Griffin (banjo, mandoline), Fran Curry (piano, gitaar), James Cullinane (fiddle), John Whelan (gitaar) en Liam Carey (bodhrán).

## Discografie
- Mulligans, The First Ten Years 1988-1998, Ailbe speelt hierop twee nummers. 1998
- Grace note's 2001

De nummers op deze cd
- The Tailor's Twist (2.43)
- Hammy's Jigs (2.51)
- Waltzing With Beatrice (4.33)
- Connie O' Connell's (3.23)
- The Cliffs Of Muskerry (4.59)
- Fraher's Jig (3.14)
- The Hunter's Purse (2.56)
- A Stoir Mo Chroi (3.00)
- Mozart's Delight (4.19)
- Mike's Hornpipe (2.45)
- Mick O' Connor's Reel (2.11)